# Castelverrino
Castelverrino är en ort och kommun i provinsen Isernia i regionen Molise i Italien. Kommunen hade 102 invånare (2018).